# Santa Teresita, Cagayan
Santa Teresita là một đô thị hạng 4 ở tỉnh Cagayan, Philippines. Theo điều tra dân số năm 2000, đô thị này có dân số 13.804 người trong 2.776 hộ.

## Các khu phố (barangay)
Sta. Teresita được chia thành 13 khu phố (barangay).
- Alucao
- Buyun
- Centro East (Pob.)
- Centro West
- Dungeg
- Luga
- Masi
- Mision
- Simpatuyo
- Villa
- Aridawen
- Caniogan
- Simbaluca